# Amt Sandesneben-Nusse
Das Amt Sandesneben-Nusse ist ein Amt im Kreis Herzogtum Lauenburg in Schleswig-Holstein.
Das Amt wurde am 1. Januar 2008 aus den Gemeinden der Ämter Sandesneben und Nusse gebildet.

## Amtsangehörige Gemeinden
| 1. Duvensee 2. Grinau 3. Groß Boden 4. Groß Schenkenberg 5. Klinkrade 6. Koberg 7. Kühsen 8. Labenz 9. Lankau | 1. Linau 2. Lüchow 3. Nusse 4. Panten 5. Poggensee 6. Ritzerau 7. Sandesneben 8. Schiphorst 9. Schönberg | 1. Schürensöhlen 2. Siebenbäumen 3. Sirksfelde 4. Steinhorst 5. Stubben 6. Walksfelde 7. Wentorf (Amt Sandesneben) |

## Wappen
Blasonierung: „In Silber ein leicht gesenkter blauer Wellenbalken, oben zwei schräggekreuzte rote Giebelblätter mit einander zugewandten Pferdeköpfen, unten in drei Gruppen 25 grüne Rauten, rechts und links je leicht erhöht 2 : 3 : 2 : 1, in der Mitte 1 : 2 : 3 : 2 : 1 gestellt.“

## Weblink
- Amt Sandesneben-Nusse